# ヴィクトル・スヴォーロフ

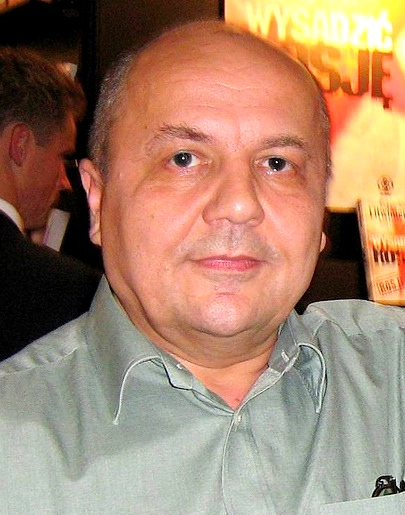
ヴィクトル・スヴォーロフ

ヴィクトル・スヴォーロフ（英: Viktor Suvorov、ロシア語: Ви́ктор Суво́ров、1947年 - ）は、イギリスの作家、歴史家。ロシア人。元ソ連軍参謀本部情報総局（GRU）の諜報員。
ヴィクトル・スヴォーロフはイギリス亡命後に本を出版する際に付けたペンネームで、本名はウラジーミル・ボグダーノヴィチ・レズン（Влади́мир Богда́нович Резу́н　Vladimir Bogdanovich Rezun）。

## 経歴
1947年、ウラジオストクの海軍軍人一家に生まれる。11歳の時、カリーニン・スヴォーロフ学校（幼年学校）に入校した、その後、キエフ諸兵科共通学校に入校した。1968年圧、沿カルパチア軍管区の戦車小隊長に任命。彼が勤務した部隊は、1968年8月のチェコスロバキア占領に参加した。チェコスロバキアからの部隊撤収後、沿カルパチア軍管区に勤務し続けた後、戦車中隊長として沿ヴォルガ軍管区に異動。
1969年春、レズン上級中尉は、沿ヴォルガ軍管区本部第2局（情報）の情報将校となった。1970年夏、有望な将校として、軍事外交アカデミー受験のためモスクワに送られた。彼は試験に合格し、第1学部に編入された。
アカデミー卒業後、GRUの中央機構に送られ、第9局で働いた。1974年、レズン大尉は、駐ジュネーブ国連附属ソ連代表部書記官補をカバーにして、妻女と共にジュネーブに派遣された。彼の業務は上手く進み、三等書記官に昇進した。
1978年6月10日、レズンは家族と共に失踪し、直ちに捜索願が出されたが、6月27日、スイス当局はレズン一家がイギリスに亡命したことをソ連側に伝えた。ソ連は、レズンの父親を通して説得を試みたが、失敗に終わった。その後、レズンは、祖国反逆の罪で欠席裁判で死刑を言い渡された。
イギリスでは、ヴィクトル・スヴォーロフとして執筆活動に従事し、『ソ連の軍事諜報』、『スペツナズ』、『解放者の話』等が出版された。彼自身の言葉によれば、最も重要な作品は、ソ連が第二次世界大戦を始めたことの証明に当てられた『砕氷船』であるという。

## 著作
- 『ザ・ソ連軍』　吉本晋一郎訳、原書房、1983年
- 『ザ・ソ連軍（続）』　吉本晋一郎訳、原書房、1983年
- 『ソ連軍の素顔』　吉本晋一郎訳、原書房、1984年
- 『GRU―ソ連軍情報本部の内幕』　出川沙美雄訳、講談社、1985年
- 『死の網からの脱出―ソ連GRU将校亡命記』　出川沙美雄訳、講談社、1986年